# Ron White
Ronald Dee "Ron" White (născut la 18 decembrie, 1956) este un actor american de film și TV.